# کاز هاوکینز
کاز هاوکینز (متولد ۱۹۷۳) یک خواننده بلوز، فولک و سول اهل ایرلند شمالی است، که با استودیو دیکسی فروگ در پاریس، فرانسه قرارداد امضا کرده‌است.

## اوایل زندگی
هاوکینز در بلفاست به دنیا آمد و بزرگ شد اما اکنون در فرانسه زندگی می‌کند. او از آواز خواندن در کلیسا لذت می‌برد و تحت تأثیر آواز خواندن مادربزرگش در خانه قرار گرفت. در جوانی، او برای برنامه تلویزیونی فرصت ضربه می‌زند شرکت کرد که در آن یک مدیر موسیقی به مادربزرگش گفت که اجازه دهد به اتا جیمز گوش دهد. عشق او به موسیقی سول از اینجا شروع شد.

## حرفه
هاوکینز به مدت ۲۰ سال در گروه‌های کاور آواز خواند تا اینکه شروع به ساخت موزیک‌های ارجینال خودش کرد.
او چهار آلبوم استودیویی، دو آلبوم چندآهنگه (دیگر در دسترس نیست)، یک آلبوم زنده (فقط دیجیتال) و یک آلبوم تلفیقی به‌طور انحصاری بر روی وینیل منتشر کرده‌است.
در سال ۲۰۱۷، او شروع به ارائه یک برنامه بلوز به نام «کاز هاوکینز بلوز را گرفت» در رادیو آلستر بی‌بی‌سی کرد. او همچنین سفیر و عضو افتخاری فدراسیون بلوز انگلستان است.
کاز به آکادمی هنر فلورانس در آلاباما دعوت شد تا به آلبوم "چیزی در آب" ملحق شود تا به کودکانی کمک کنند که به هنر در آلاباما دسترسی ندارند. در این آلبوم گروه ریتم عضلانی شالس، دیوید هود و نوازندگان کلیتون آیوی و ویل مک فارلین حضور داشتند که از گروهی از هنرمندان بین‌المللی حمایت می‌کردند که آهنگ‌های ضبط شده در آلاباما را پوشش می‌دادند.

## جوایز
هاوکینز در سال ۲۰۱۸ جایزه بلوز ایرلند شمالی را در جوایز بلوز بریتانیا برنده شد و در ۴ دسته - خواننده زن/ترانه‌سرا/شخصیت و اجرای بلوز ایرلند شمالی نامزد شد. او پربازیدترین هنرمند سال ۲۰۱۷ در انجمن مستقل پخش کنندگان بلوز بود و اولین خواننده بریتانیایی بود که در EBU - چالش بلوز اروپا در دانمارک در سال ۲۰۱۷ برنده شد کاز در نیمه نهایی چالش بین‌المللی بلوز که توسط بنیاد بلوز در ممفیس در سال ۲۰۱۷ برگزار می‌شد حضور داشت
هاوکینز برنده جایزه آلبوم سال ۲۰۱۶ در نمودارهای IBBA (انجمن بین‌المللی پخش کنندگان بلوز) شد
برنده - سومین چالش بلوز بریتانیا در سال ۲۰۱۶ (نماینده بریتانیا در ممفیس و دانمارک)
او در مراسم جوایز بریتانیایی بلوز مقام دوم بهترین خواننده زن ۲۰۱۶ را کسب کرد،
برنده جایزه Pure M برای بهترین ویدیو در سال ۲۰۱۶ برای موزیک ویدئو «این منم».
در سال ۲۰۱۵، او جایزه یادبود بری میدلتون را برای هنرمند نوظهور در جوایز بلوز بریتانیا دریافت کرد. در همان سال، او برنده جایزه بهترین زن ایرلند در جوایز سه‌گانه Pure M شد او همچنین نامزد جایزه موسیقی ایرلند شمالی در سال‌های ۲۰۱۴، ۲۰۱۵ و ۲۰۱۶ بوده‌است.

## دیسکوگرافی

### آلبوم‌های استودیویی
- آماده باش (2014)[۱۳]
- احساس خوب (۲۰۱۷) گروه کاز هاوکینز[۱۴]
- احساس خوب (2017)[۱۵] (نسخه ایالات متحده)
- احساس خوب (۲۰۱۸) انتشار مجدد کاز هاوکینز
- آیا نمی دانی (2017)[۱۶]

### آلبوم‌های زنده
- زنده در خیابان پارک همراه با سام یورک (2018)[۱۷]
- زنده در لا تراورس (فرانسه) (فقط دیجیتال) (۲۰۲۰)

### آلبوم‌های تألیفی
- مجموعه روی وینیل (۲۰۱۸)
- خاطرات (2020)[۱۸]

### تک آهنگ‌ها
- روزهای بهتر (۲۰۱۳) (دیگر در دسترس نیست)
- تک آهنگ در این جزیره کوچک ماتیس و کاز-۲۰۲۰
- (Earlybird Records، آلمان)[۱۹]

### حضور در
- لرزش (۲۰۱۴) آهنگ شماره ۴ - بهترین‌های ۲۰۱۴ (مجله بلوز کلاسیک راک)[۲۰] (که بعداً به صدای بلندتر تغییر نام داد)
  - بگذار باشد (۲۰۱۵) آهنگ ۶ در سایمون مورفی - بگذار باشد اسپاتیفای
- تک آهنگ روح من را نجات نمی‌دهید (۲۰۱۹) - یوجین دی راستیناک اسپاتیفای
- چیزی در آب (۲۰۱۹) هنرمندان مختلف - آکادمی هنرهای زیبای فلورانس (FAFA)، ایالات متحده اکنون بشنوید